# 熊平源蔵
熊平 源蔵（くまひら げんぞう、1881年〈明治14年〉6月24日 - 1978年〈昭和53年〉6月27日）は、日本の商人（金庫、消防具、喞筒、文具、タイプライター商）、政治家、実業家、広島県多額納税者。熊平製作所会長。広島市会議員。広島商工会議所顧問。正五位勲三等。金庫メーカーのクマヒラ創業者である。

## 経歴
広島県・熊平源蔵の二男。1898年、広島市で金庫の販売・修理の熊平商店を創設。1900年、家督を相続し、襲名する。
1933年に満洲で、1938年に広島市で金庫、スチール家具の生産を開始する。1943年に熊平製作所を設立。広島商工会議所議員、同会頭、市会議員等に挙げられた。

## 人物
教育機関の設置に奔走し、広島高等学校設置に対し建築費1万円を寄附した。貴族院多額納税者議員選挙の互選資格を有した。観音信仰の普及に努める。
趣味は囲碁、謡曲。宗教は禅宗。族籍は広島県平民。住所は広島市翠町、同市革屋町、同市皆実町。本籍は広島市。処世の信条は「衆人と共に苦しみ衆人と共に楽しむ」。

## 家族・親族
熊平家
- 父・源蔵[6]
- 妻・ウラ（1881年 - ?、広島、松井忠兵衛の二女）[6]
- 男・清一（1904年（明治37年）8月12日 - 1984年（昭和59年）10月26日）[6]
- 男・武二（1906年 （明治39年）7月10日 - 1960年（昭和35年）1月10日）[6]
- 養子（広島、相野田彌平の長女、1924年 - ）[6]